# Jima (parroquia)
Jima es una parroquia situada en el cantón Sígsig, en la provincia de Azuay (Ecuador). Según el censo de 2010, tiene una población de 2886 habitantes.

## Fundación
La localidad fue fundada el 12 de noviembre de 1820.[cita requerida]

## Relieve
La parroquia de Jima se encuentra rodeada de elevaciones maderadas. Está situada en las estribaciones de la cordillera de los Andes y está limitada al occidente por el nudo del Portete - Tinajillas, cuyo pico dominante es de 3424 metros sobre el nivel del mar; al norte por la cordillera de Gulazhi, Chulo, Shirishi y Palpal; al este por la cordillera Oriental de Morire, con una elevación de 3700 m s. n. m., y al sur por la cordillera de Allparupashca, que se une con el nudo del Portete - Tinajillas.
Por lo general es de topografía totalmente accidentada y cuenta con elevaciones como Amashara, Huinara, Zhimazhuma, Yugul, Pillausho, Cibic, Rumiurco, Pallcaurco, Raquishapa y Saninga, entre otras.

## Comunidades
- Tacadel, San Francisco Joyapa, Gulazhi, Viola, Chiñaguiña, Pizata, Tarapzha, Guavisay, Zhamar, Zhipta, Iguila Corral, Loma de Saguian, San Isidro, Apuca Plaza Bolívar, Ganillacta, Moya, Cuzhig.[cita requerida]